# PEZY Computing
PEZY Computing（日: ペジーコンピューティング）は、主に独自のコンピューターアーキテクチャーのCPUの研究開発および設計を事業とするコンピューターメーカーである。社名の“PEZY”は、接頭辞の“Peta”、“Exa”、“Zetta”、“Yotta”の、各頭文字を集めて冠したものである。単に「ペジー社」と略されることもある。当社の元代表である齊藤元章が、この会社での活動を元にして著書「エクサスケールの衝撃」を執筆した。

## 詳細
PEZY ComputingはPEZY-SC等のMIMD型マルチコアプロセッサーを開発する企業である。2012年に第一世代の512コアのメニーコアプロセッサ「PEZY-1」の開発に成功。2014年9月には第二世代の1,024コアのメニーコアプロセッサ「PEZY-SC」の開発に成功している。
また、同社は、液浸冷却装置を開発するExaScalerと共同でスーパコンピュータの開発を行っている。
スーパーコンピュータの絶対演算性能を競う世界ランキングTOP500にエントリーされたスーパーコンピュータの中から1W当たりの演算性能を競う省エネランキングGreen500において、Suiren（高エネルギー加速器研究機構）が2014年11月に世界第2位を獲得。2015年6月のランキングでは、Shoubu（理化学研究所）、Suiren Blue（高エネルギー加速器研究機構）、Suirenが、世界第1位から第3位を独占した。Shoubuはまた、2015年6月から2016年6月にかけてのランキングで、3期連続の世界第1位を獲得した。
2016年には、齊藤元章が日本イノベーター大賞を受賞した。
2017年には、同じく齊藤元章が日本クリエイション大賞2016対象を受賞した。
2017年12月5日、当時社長であった斉藤元章と元取締役の2人が、2014年2月に新エネルギー・産業技術総合開発機構 (NEDO) に対して事業費用を水増し計上した実績報告書を提出し助成金約4億3100万円をだまし取ったとして、東京地方検察庁特別捜査部から詐欺容疑で逮捕された。
2018年3月30日付で代表取締役が高橋一夫に交代した。
2020年5月、日経クロステックで同社の技術とビジネススキームについての懐疑的な意見が発表された。本稿では、技術検証についての論文がなく同社に懐疑的な目が向けられていることや、優れたハードウェアのみでビジネス的な成功が掴めるとした同社の経営戦略の稚拙さについての指摘が行われている。

## 沿革
- 2010年1月27日 ‐ 東京都港区芝で設立される
- 2010年7月 ‐ 512コアプロセッサーの開発プロジェクトが新エネルギー·産業技術総合開発機構 (NEDO) のイノベーション実用化事業に提案が採択
- 2012年4月 ‐ NEDOの助成でPEZY初のプロセッサPEZY-1を開発
- 2012年7月 ‐ 1024コアプロセッサーの開発プロジェクトがNEDO戦略的省エネルギー技術革新事業に提案が採択
- 2012年10月 ‐ 千代田区神田淡路町に移転
- 2014年9月 ‐ NEDOの助成でPEZY-SCを開発する
- 2014年11月1日 ‐ PEZY-SCとExaScalerの液体冷却システムESLC-8を採用したExaScaler-1を用いたSuirenがKEKで稼働を開始する
- 2014年11月 ‐ KEKに設置したSuirenが、TOP500で369位に、Green500では2位に、それぞれランクインする[14]。
- 2015年6月 ‐ Suiren BlueをKEKに設置する[15]
- 2015年6月 ‐ Shoubuを理化学研究所に設置する[16]
- 2015年7月 ‐ ShoubuとSuirenおよびSuiren Blueが、Green500において、トップ3を独占する[3][4][5][6][7]。
- 2015年8月 ‐ 千代田区神田小川町に移転
- 2017年2月 - 科学技術振興機構 (JST) から、産学共同実用化開発事業 (NexTEP) 未来創造ベンチャータイプの平成28年度緊急募集の新規課題にPEZY Computingの「磁界結合DRAM・インタフェースを用いた大規模省電力スーパーコンピュータ」が採択されたと発表があり、JSTの課題開発に1億円～最大50億円が貸付される。開発期間は2017年1月から12月までとなっている[17]。
- 2017年10月26日 - 株式会社ExaScalerおよび株式会社PEZY Computingは、海洋研究開発機構横浜研究所に本年5月に設置した同社の大規模液浸型スーパーコンピュータ「暁光 (Gyoukou)」がLINPACK性能で14.13ペタフロップスを達成し、本年6月のTOP500リストに照らし合わした場合、国内1位の性能を達成したと発表した。また、消費電力効率についても14.69 GFLOPS/Wを達成し、6月のGreen500に照らし合わせた場合には世界一となると発表した[18][19]。
- 2017年11月14日 - PEZY Computingが開発した「Gyoukou（暁光）」が2017年11月13日のTOP500ランキングに於いて19.14ペタフロップスで4位に浮上した。チップの歩留まりや電力系の問題からフル稼働には至らなかった[20]。
- 2017年12月13日 - スーパーコンピュータシステム「Gyoukou（暁光）」がスパコンランキングTOP500で世界3位相当・Green500で世界4位相当を達成[21]。
- 2018年9月20日 - 東京地裁にて法人としてのPEZY Computingに対し法人税法違反、消費税法違反および地方税法違反により罰金6,000万円の判決[22]。
- 2018年11月13日 - スーパーコンピュータ「Shoubu（菖蒲）system B」がスパコン省エネランキングGreen500で3期連続世界第1位と認定[23]。
- 2019年11月25日 - スーパーコンピュータ「NA-1」がスパコン省エネランキングGreen500で世界第2位と認定。その後、消費電力性能世界記録を更新[24]。
- 2020年6月23日 - スーパーコンピュータ「NA-1」がスパコン省エネランキングGreen500で世界第3位[25]。